# Filmjahr 1892
Liste der Filmjahre

1888 | 1889 | 1890 | 1891 | Filmjahr 1892 | 1893 | 1894 | 1895 | 1896 | ► | ►►

Weitere Ereignisse

## Ereignisse
- 28. Oktober: Émile Reynaud präsentiert erstmals die „Lichtpantomimen“ seines Théâtre Optique im Pariser Musée Grévin.

## Geboren

### Januar bis März
- 06. Januar: Ludwig Berger, deutscher Regisseur († 1969)
- 11. Januar: Valeska Gert, deutsche Schauspielerin († 1978)
- 14. Januar: Hal Roach, US-amerikanischer Regisseur und Produzent († 1992)
- 15. Januar: Rex Ingram, irisch/US-amerikanischer Regisseur († 1950)
- 18. Januar: Oliver Hardy, US-amerikanischer Schauspieler († 1957)
- 18. Januar: Leo Hoger, deutscher Schauspieler und Bühneninspizient († 1972)
- 19. Januar: Mady Christians, österreichische Schauspielerin († 1951)
- 28. Januar: Ernst Lubitsch, deutscher Regisseur († 1947)

- 10. Februar: Alan Hale Sr., US-amerikanischer Schauspieler († 1950)
- 10. Februar: Manja Tzatschewa, bulgarisch-deutsche Schauspielerin († 1960)
- 15. Februar: Louis Brody, deutscher Schauspieler († 1951)
- 16. Februar: Armando Fizzarotti, italienischer Regisseur und Drehbuchautor († 1966)

- 10. März: Gregory La Cava, US-amerikanischer Regisseur († 1952)
- 16. März: Hans Androschin, österreichischer Kameramann († 1976)

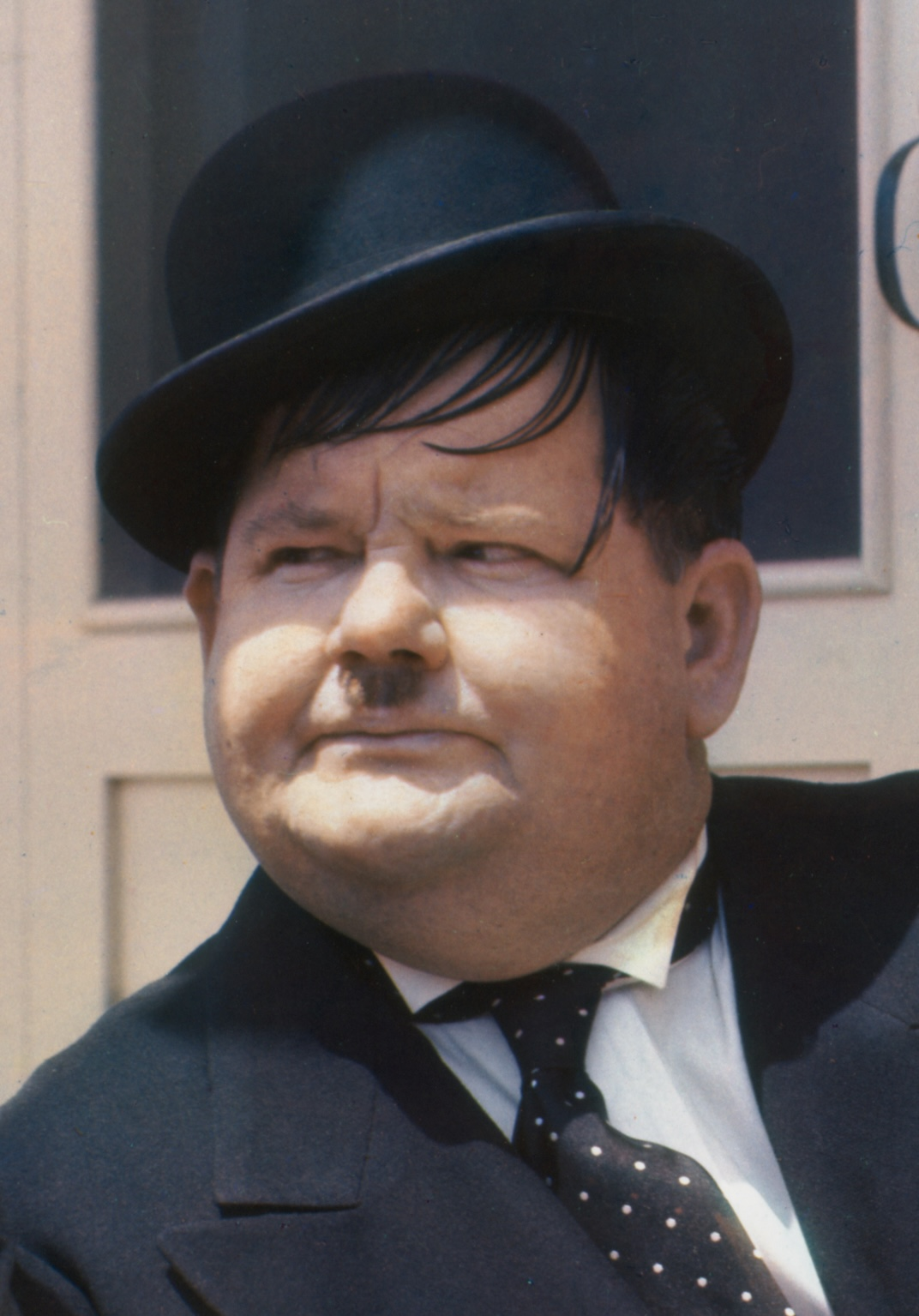
Oliver Hardy (* 18. Januar)
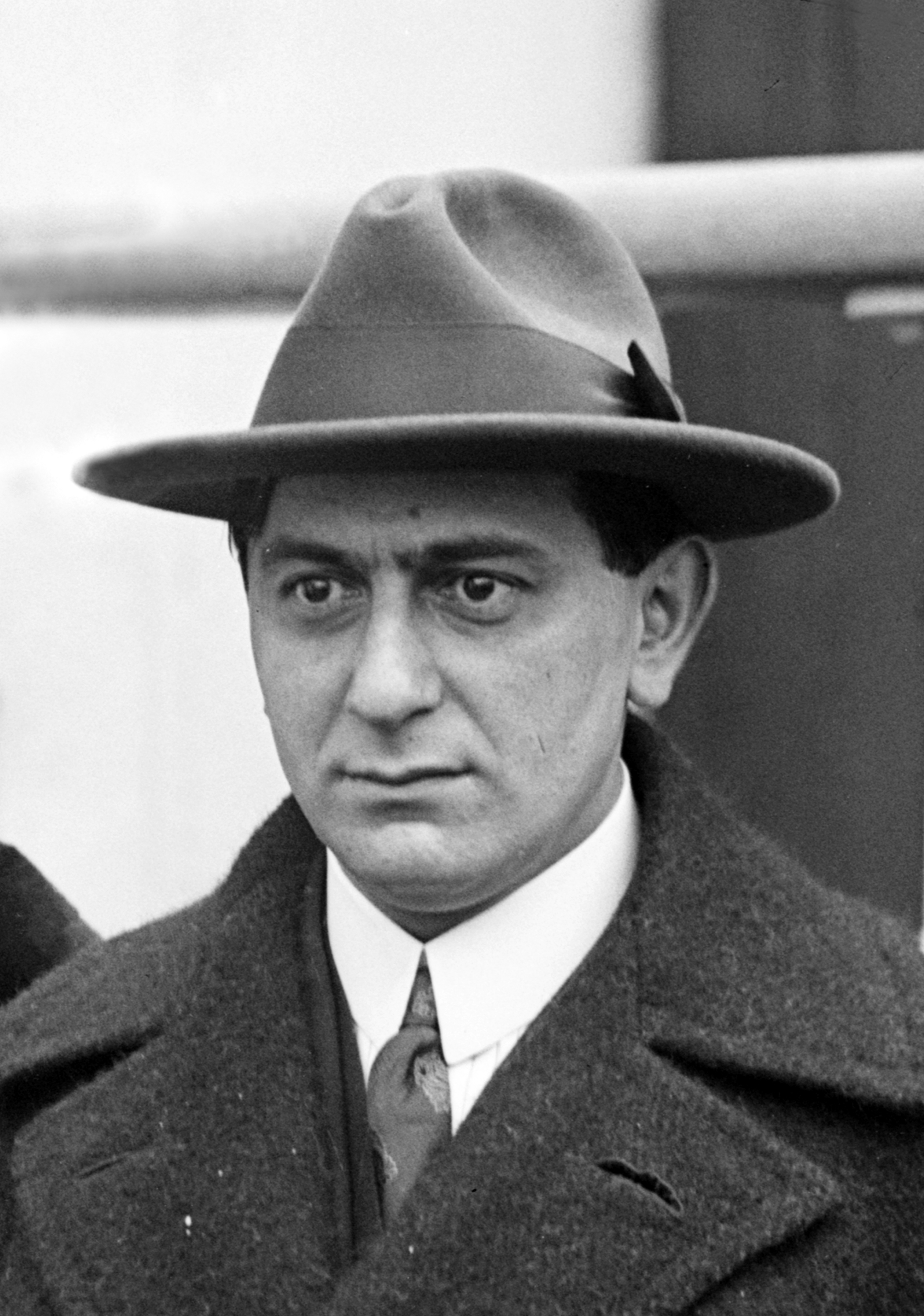
Ernst Lubitsch (* 28. Januar)

### April bis Juni
- 08. April: Julius von Borsody, österreichischer Filmarchitekt und Szenenbildner († 1960)
- 08. April: Mary Pickford, kanadisch/US-amerikanische Schauspielerin († 1979)

- 11. Mai: Margaret Rutherford, englische Schauspielerin († 1972)
- 12. Mai: Fritz Kortner, österreichischer Schauspieler († 1970)
- 21. Mai: Peter Eng, österreichischer Karikaturist und Trickfilmzeichner († unbekannt)
- 27. Mai: Artur Berger, österreichischer Filmarchitekt († 1981)

- 13. Juni: Basil Rathbone, englischer Schauspieler († 1967)
- 23. Juni: John F. Seitz, US-amerikanischer Kameramann († 1979)
- 30. Juni: Pierre Blanchar, französischer Schauspieler und Regisseur († 1963)
- 30. Juni: László Lajtha, ungarischer Komponist († 1963)

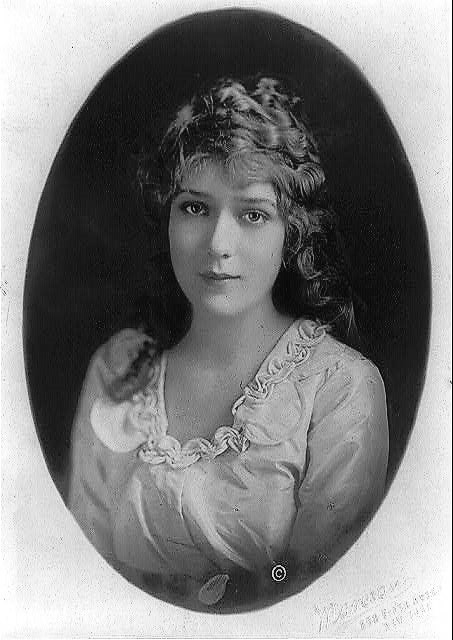
Mary Pickford (* 8. April)
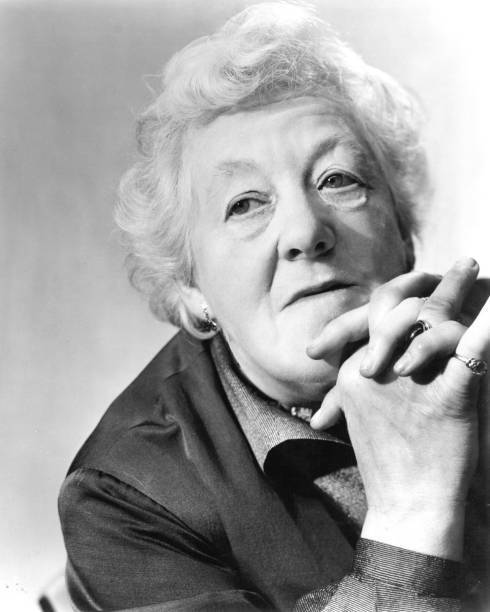
Margaret Rutherford (* 11. Mai)
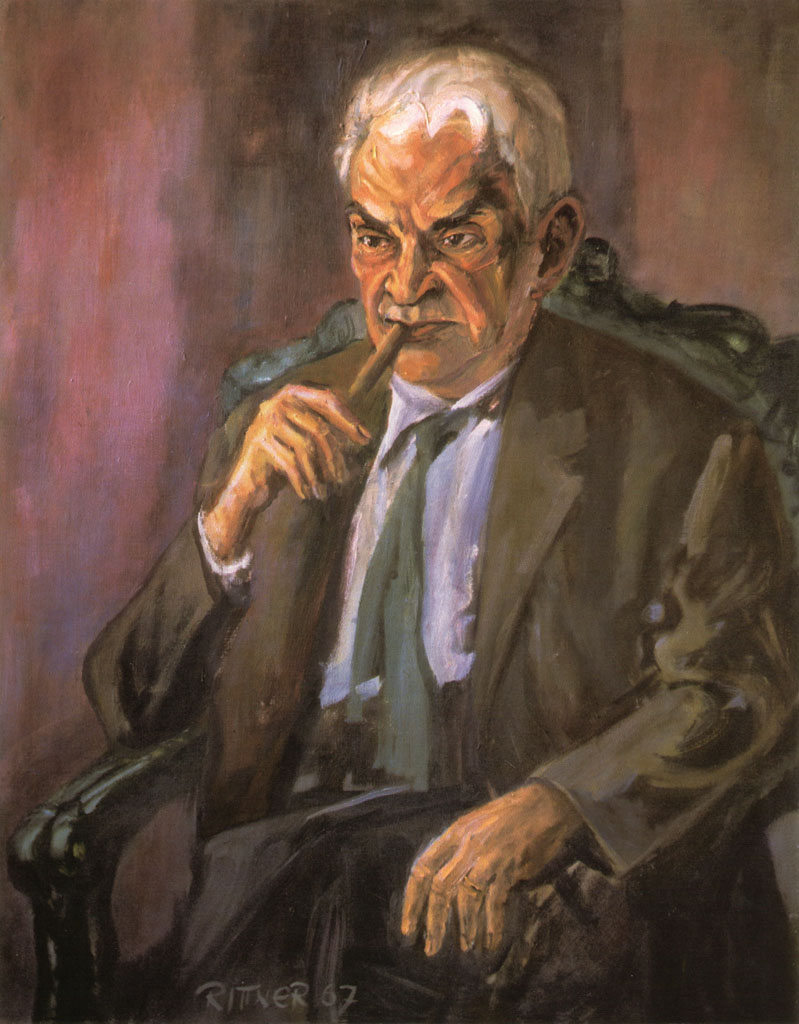
Fritz Kortner (* 12. Mai)
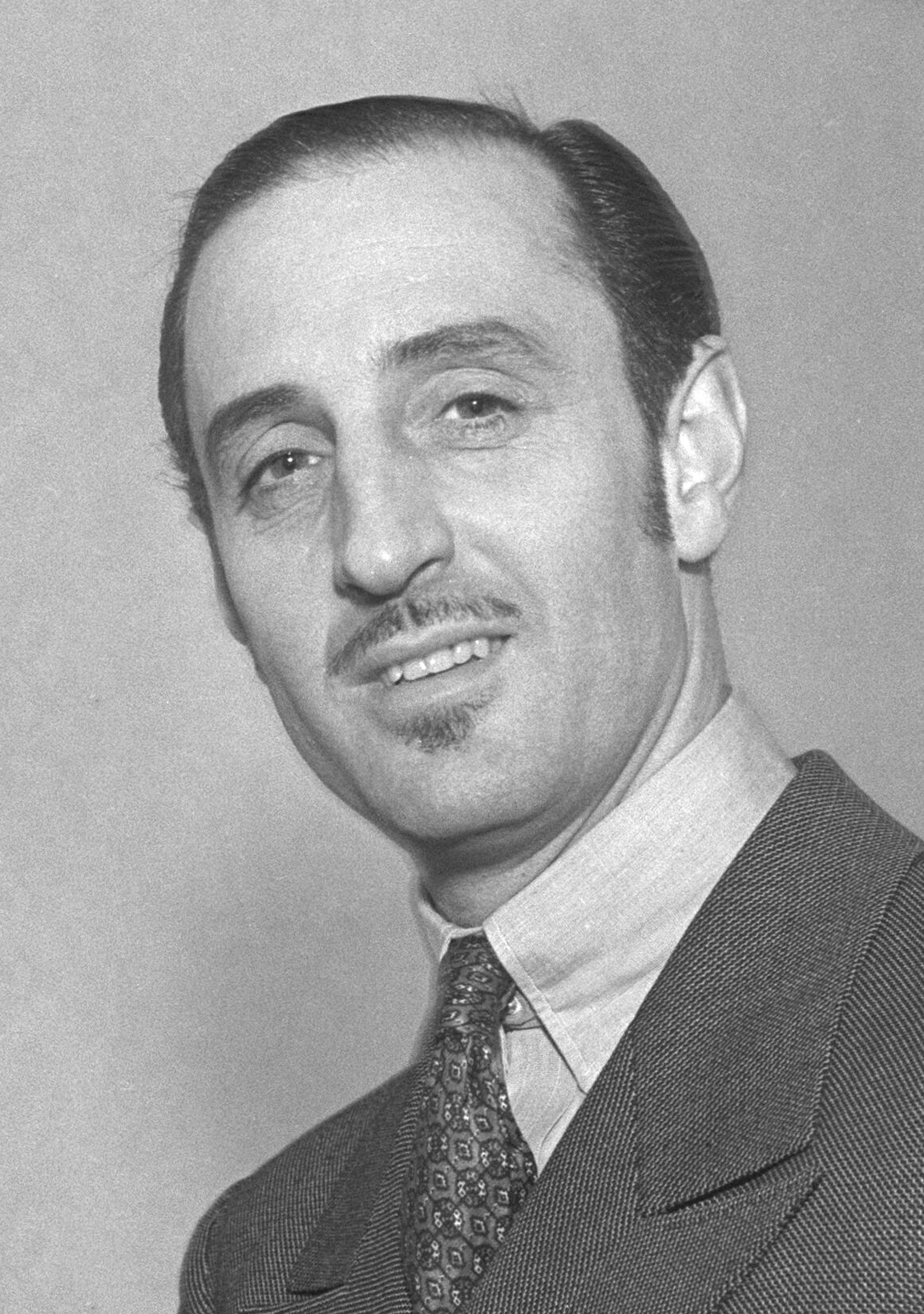
Basil Rathbone (* 13. Juni)

### Juli bis September
- 11. Juli: Thomas Mitchell, US-amerikanischer Schauspieler († 1962)
- 12. Juli: Harry Piel, deutscher Schauspieler († 1963)
- 21. Juli: Renée Falconetti, französische Schauspielerin († 1946)
- 28. Juli: Joe E. Brown, US-amerikanischer Schauspieler († 1973)
- 29. Juli: William Powell, US-amerikanischer Schauspieler († 1984)

- 02. August: Jack L. Warner, Mitbegründer der Warner-Brothers-Studios († 1978)
- 06. August: Frank Tuttle, US-amerikanischer Regisseur († 1963)
- 12. August: Alfred Lunt, US-amerikanischer Schauspieler († 1977)
- 21. August: Charles Vanel, französischer Schauspieler († 1989)
- 22. August: Joseph Walker, US-amerikanischer Kameramann († 1985)

- 04. September: Adrian Brunel, britischer Regisseur († 1958)
- 16. September: Gene Pollar, zweiter Tarzan-Darsteller († 1971)
- 20. September: Patricia Collinge, irische Schauspielerin († 1974)

### Oktober bis Dezember

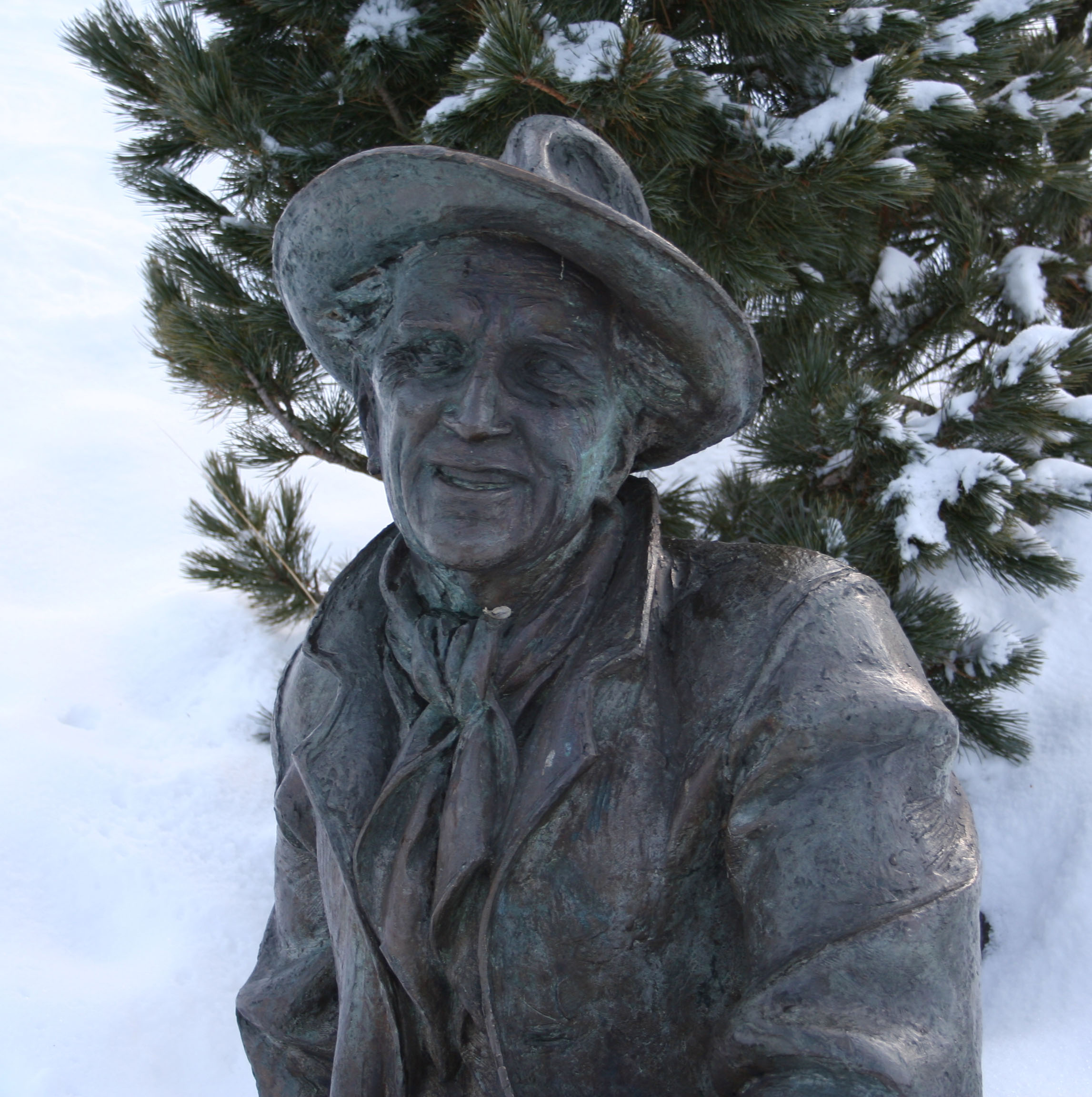
Luis Trenker (* 4. Oktober)

- 04. Oktober: Luis Trenker, italienischer Schauspieler († 1990)
- 16. Oktober: George Barnes, US-amerikanischer Kameramann († 1953)
- 23. Oktober: Jean Acker, US-amerikanische Schauspielerin († 1978)
- 23. Oktober: Gummo Marx, Mitglied der Marx Brothers († 1977)

- 02. November: Alice Brady, US-amerikanische Schauspielerin († 1939)
- 06. November: Ole Olsen, US-amerikanischer Schauspieler († 1962)

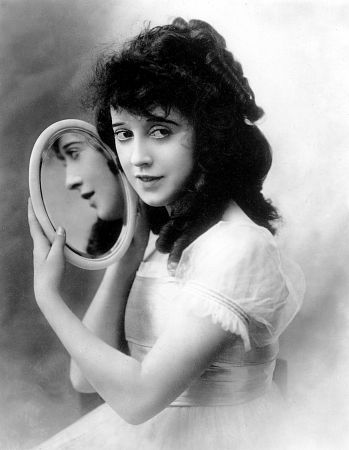
Mabel Normand, 1918

- 10. November: Mabel Normand, US-amerikanische Schauspielerin und Regisseurin († 1930)
- 12. November: Sol Polito, US-amerikanischer Kameramann († 1960)
- 26. November: Charles Brackett, US-amerikanischer Drehbuchautor († 1969)

- 06. Dezember: Lina Carstens, deutsche Schauspielerin († 1978)
- 07. Dezember: Max Ehrlich, deutscher Schauspieler († 1944)
- 12. Dezember: George Cooper, US-amerikanischer Schauspieler († 1943)

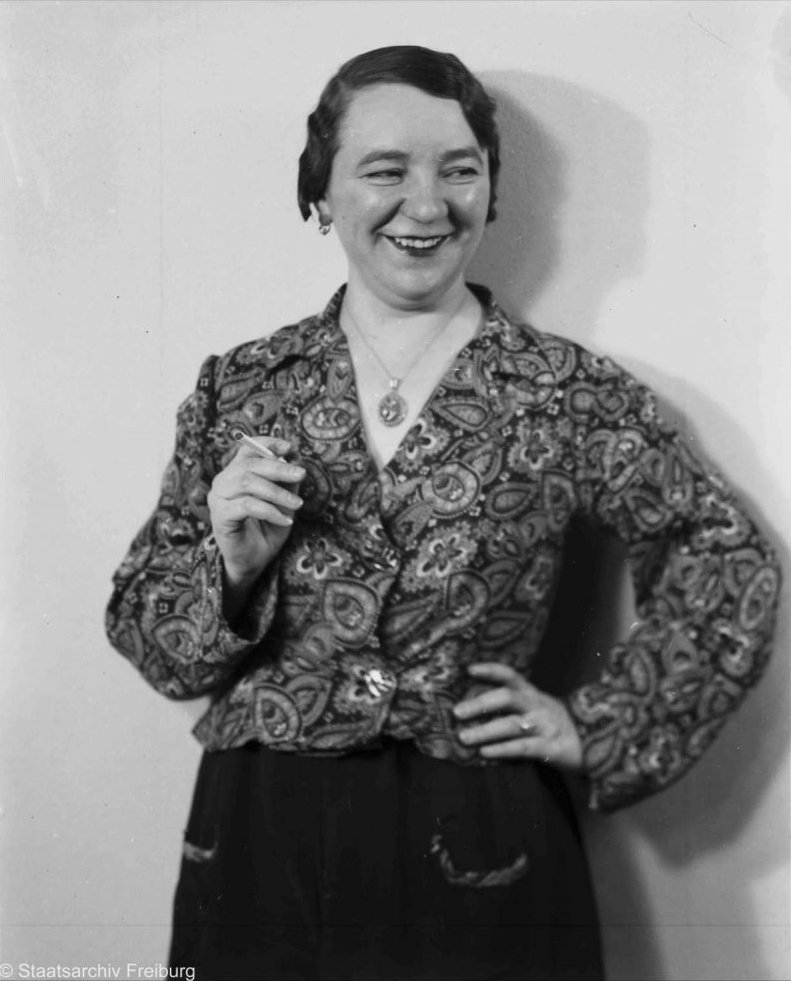
Liesl Karlstadt, 1935

- 12. Dezember: Liesl Karlstadt, deutsche Schauspielerin († 1960)